# KORD
KORD（コード、ウクライナ語: КОРД）、正式名：迅速作戦対応部隊（ウクライナ語: Корпус Оперативно-Раптової Дії）は、ウクライナ国家警察の特別目的部隊である。同部隊は緊急事態に対応するように設計されており、そのレベルは非常に高く複雑であることから、他の即応部隊や作戦捜索部隊の能力を超える可能性がある。
部隊構造は、さまざまなアメリカ警察のSWAT部隊をベースとしている。

## 歴史
KORDは、当時設立されたばかりのウクライナ国家警察の特別警察として設立された。2015年に採用と訓練が開始され、2016年に最初の部隊が編成された。 KORDは米国の特殊警察部隊、特にDEAと連邦保安官局から訓練を受けた。支援は米国務省国際麻薬・法執行局が監督した。
KORDは2016年11月3日、ボルィースピリ国際空港でウクライナ国家国境庁のドゾル部隊と訓練を実施した。
この部隊はウクライナ東部での対テロ作戦（ドンバス戦争）に参加した。
KORDは2022年のロシアのウクライナ侵攻での戦闘に加わっており、キーウのKORD部隊は、キーウ攻勢とブロバルイの戦いにおいて、ロシアの戦車とBMPに待ち伏せ攻撃を行った。ウクライナ大統領のウォロディミル・ゼレンスキーは、ウクライナに対するロシアの本格的な武力侵攻に対抗する上で重要な任務を遂行したKORDの兵士に対して国家賞を授与した。

## 任務

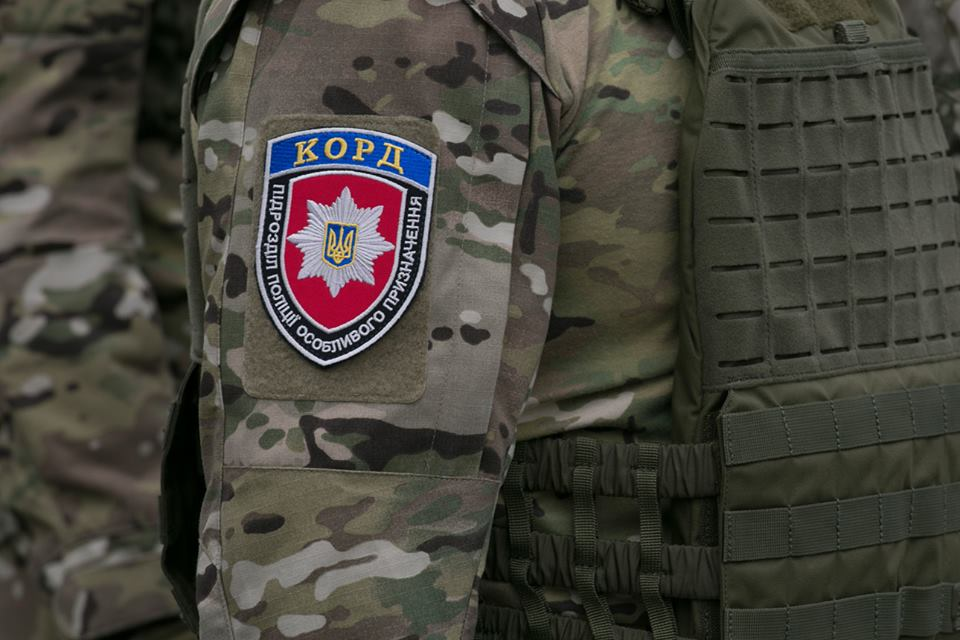
KORDの刺繍ワッペン

KORDの主なミッションとして以下のようなものがある:
- 危険な犯罪者を逮捕するための特別作戦の策定、準備、実施
- 犯罪グループの構成員による犯罪の鎮圧
- 人質救出
- 捜索活動の実施における武力支援の提供
- 犯罪者に対して優れた火力を確保するために他の警察部隊への支援を提供する
- ウクライナ保安庁の対テロセンターが実施する対テロ作戦への参加
- 国内外の経験、およびこの分野における同様の外国部隊の任務の手法の研究、要約
- 刑事訴訟関係者の安全対策の確実な実施

## 組織

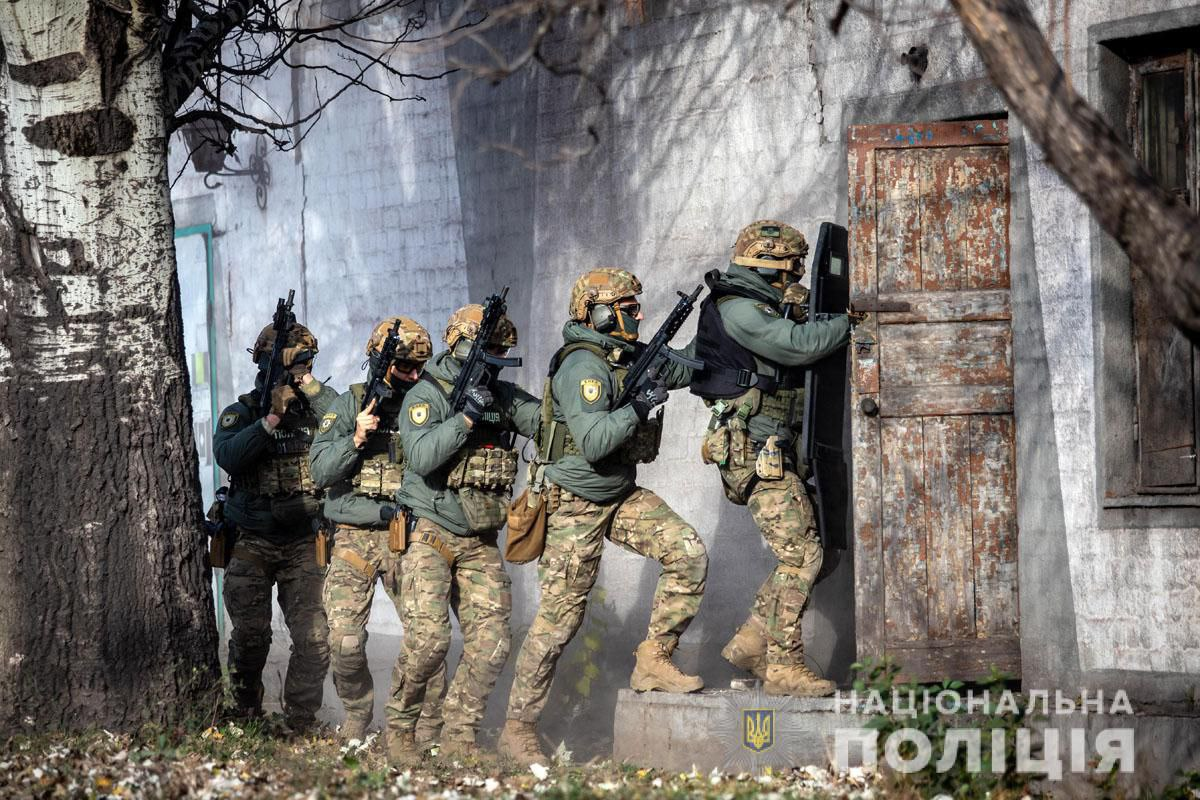
KORDの対テロ訓練

KORDの本部はキーウにあり、様々な地域に地方事務所がある。

## 大衆文化の中で
- KORDは、映画『テネット』（2020年）のオープニングシーンにおける、キーウオペラでのテロ攻撃中に登場する[12]